# آتش متقاطع (فیلم)
آتش متقاطع (به انگلیسی: Crossfire) فیلمی ۸۶ دقیقه‌ای به کارگردانی ادوارد دمیتریک با بازی رابرت یانگ است.